# عبد الملك بن يزيد
أبو عون عبد الملك بن يزيد الخراساني هو أحد القادة العباسيين الأوائل من جرجان، شارك في الدعوة العباسية المُبكرة، والمعارك ضد الأمويين، وشغل منصب أمير مصر وخراسان.

## سيرته
كان عبد الملك من أصل فارسي من جرجان، ومولى للأزد. قاد الدعوة العباسية في موطنه جرجان مع عامر بن إسماعيل وخالد بن برمك، وأحد كبار أعضاء الدعوة في خراسان بشكل عام. عندما اندلعت الثورة العباسية في يونيو 747، أصبح قائداً لجُند جرجان، وأرسل لقمع الخوارج في المنطقة.
شارك في الحرب ضد الأمويين في عهد قحطبة بن شبيب الطائي، ووصل معه حدود العراق. هناك أرسله قحطبة شمالًا إلى شهرزور لمواجهة الجيش الأموي بقيادة عثمان بن سفيان. انضم أبو عون إلى قوة عباسية أخرى بقيادة عامر بن إسماعيل، وأصبحت قواتهما حوالي 4000 مقاتل، لكنها ظلت أدنى من الجيش الأموي. ومع ذلك قرر الهجوم، وفي 10 أغسطس 749م، هزم جيشه قوات عثمان (الذي سقط وفقًا لبعض الروايات في المعركة) واستولى على منطقة شهرزور.
انضم أبو عون إلى القائد العباسي الجديد عبد الله بن علي في معركة الزاب الحاسمة في 25 يناير 750م، والتي أسفرت عن هزيمة وهروب مروان بن محمد وسيطرة العباسيين على بلاد الشام.
بقي عبد الله بن علي في فلسطين، , أرسل شقيقه، صالح بن علي مع أبو عون لمواصلة مطاردة مروان بن محمد، الذي فر إلى مصر. فغزا صالح وأبو عون مصر، وفي أغسطس 750م / 133 هـ انتصر على آخر مقاومة أموية في أبو صير، وقتل مروان بن محمد والعديد من أتباعه. أصبح صالح أمير مصر الجديد، وخلفه أبو عون عام 751 / 133 هـ. وشغل أبو عون منصب الأمير حتى 753م/ 136 هـ، عندما عاد صالح كأمير لمصر لمدة سنة، ثم تركها وترك أبا عون أميرًا عليها مرة أخرى من 755 / 137 هـ إلى 758 / 141 هـ. ثم خلفه أبو عيينة موسى بن كعب.
في عام 766 شارك في قمع تمرد أستاذ سيس في خراسان.  واستطاع أسره، وأرسله وعائلته إلى بغداد، لكنه أطلق سراح باقي أتباعه، البالغ عددهم 30 ألف رجل.
عُيِّن واليًا لخراسان عام 775م / 159 هـ، لكنه أُقيل في العام التالي لفشله في قمع تمرد المقنع الخراساني، وحل محله معاذ بن مسلم بن معاذ. وتوفي تقريبًا في 169 هـ / 785م. 